# Nike Cachaña
A Cachaña é uma bola de futebol fabricada pela Nike. É a bola oficial para a Copa América de 2015. Esta bola é projetada com a cor branca como sua principal aparência caracterizada com aplicações azuis e vermelhas, representando o Chile como país-sede. As cores da bandeira chilena fazem uma declaração no projeto desta bola: o vermelho representando o povo, a azul simbolizando o céu chileno, e o branco para a Cordilheira dos Andes que define tão fortemente a geografia deste país.